# نیکلای تساتوریان
نیکلای یرواندی تساتوریان (ارمنی: Նիկոլայ Երվանդի Ծատուրյան؛ زادهٔ ۸ ژانویهٔ ۱۹۴۵) کارگردان تئاتر، هنرپیشه و نمایشنامه‌نویس اهل ارمنستان است. 

## زندگی‌نامه
وی در ۸ ژانویهٔ ۱۹۴۵ در ایروان به دنیا آمد و از انستیتو دولتی هنری و نمایشی ایروان فارغ‌التحصیل شد. وی در آرمن‌فیلم فعالیت نموده است و ریاست فرهنگستان دولتی تئاتر سوندوکیان را برعهده داشت. تساتوریان بانی گروه نمایش «مترو» می‌باشد. وی همچنین برندهٔ جوایزی همچون هنرمند مردمی ارمنستان (۲۰۱۱) شده است.

## گزیده فیلم‌شناسی
از فیلم‌ها یا برنامه‌های تلویزیونی که وی در آن نقش داشته است می‌توان به رفیق پانجونی اشاره کرد.